# إرنست وايت
إرنست وايت (بالإنجليزية: Ernest White)‏ هو شخصية أعمال أسترالي، ولد في 14 أغسطس 1892، وتوفي في 1 أغسطس 1983.